# Indian Open 1974
L'Indian Open 1974 è stato un torneo di tennis giocato sulla terra rossa. È stata la 2ª edizione dell'Indian Open, che fa parte del Commercial Union Assurance Grand Prix 1974. Il torneo si è giocato a Bombay in India, dall'11 novembre al 16 novembre 1974.

## Campioni

### Singolare maschile
Onny Parun ha battuto in finale  Tony Roche con il punteggio di 6–3, 6–3, 7–6

### Doppio maschile
Anand Amritraj /  Vijay Amritraj hanno battuto in finale  Dick Crealy /  Onny Parun con il punteggio di 6–4, 7–6